# موسیقی کمدی

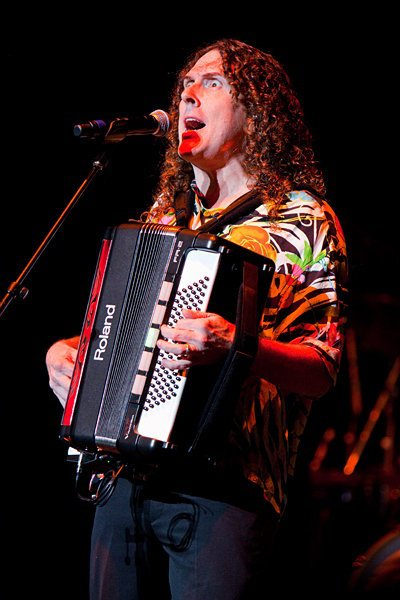
آلفرد متیو یانکوویچ در حال اجرای زنده در کنسرت در طول تور سال ۲۰۱۰ خود.

موسیقی کمدی نوعی از موسیقی است که کمدی یا شوخی است، و انواع سبک‌های موسیقی را دربرمی‌گیرد. انواع محبوب موسیقی کمدی، موسیقی تقلیدی، ترانه‌های بدیع، راک کمدی و هیپ‌هاپ کمدی هستند.

## برخی کمدین‌های مشهور
- بو برنهام
- آدام سندلر
- هیو لوری
- سارا سیلورمن
- استیو مارتین
- تینیشس دی
- تیم مینچین
- ویکتور بورگه
- آلفرد متیو یانکوویچ